# Kathedrale St. Franziskus (Santa Fe)

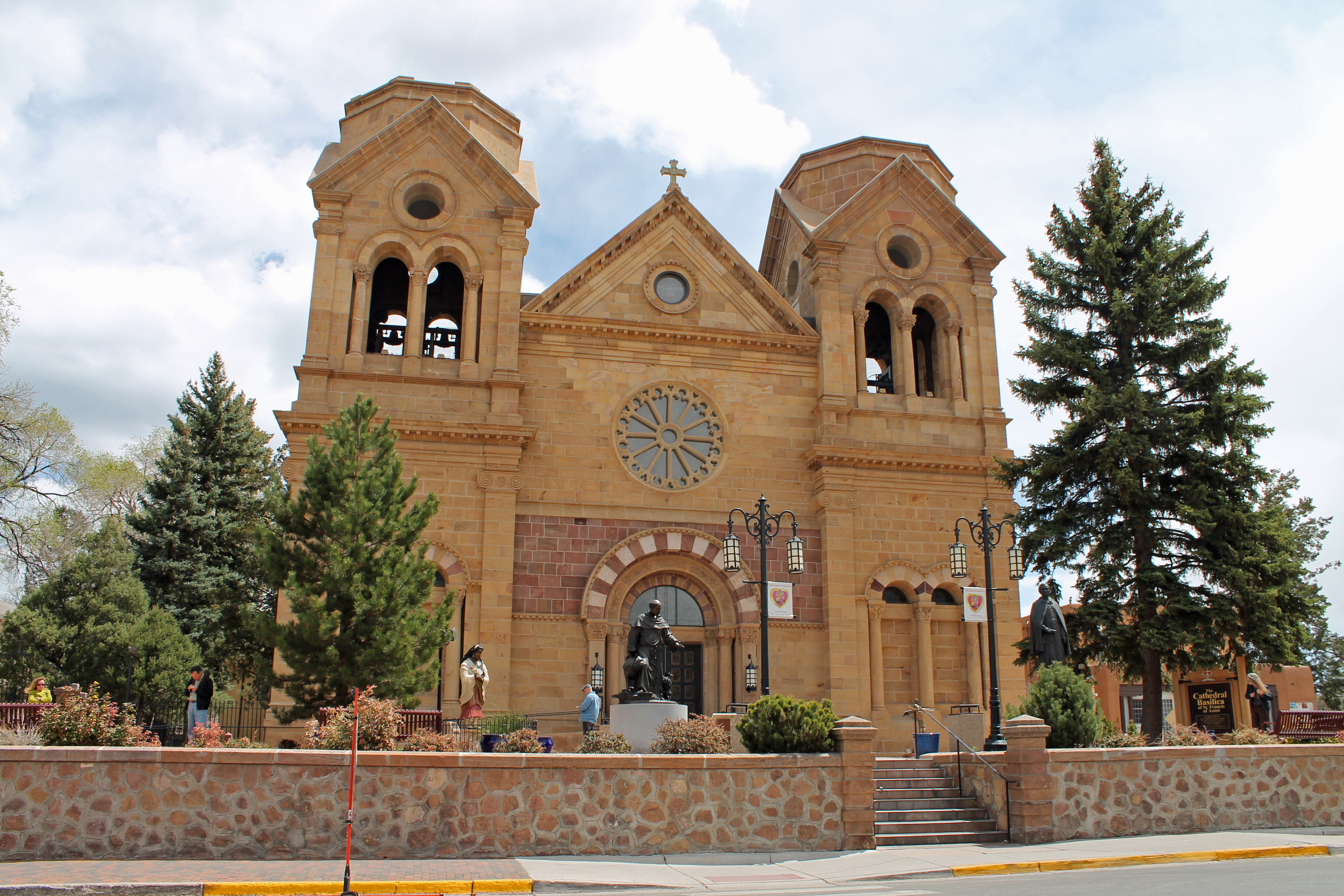
Kathedrale St. Franziskus

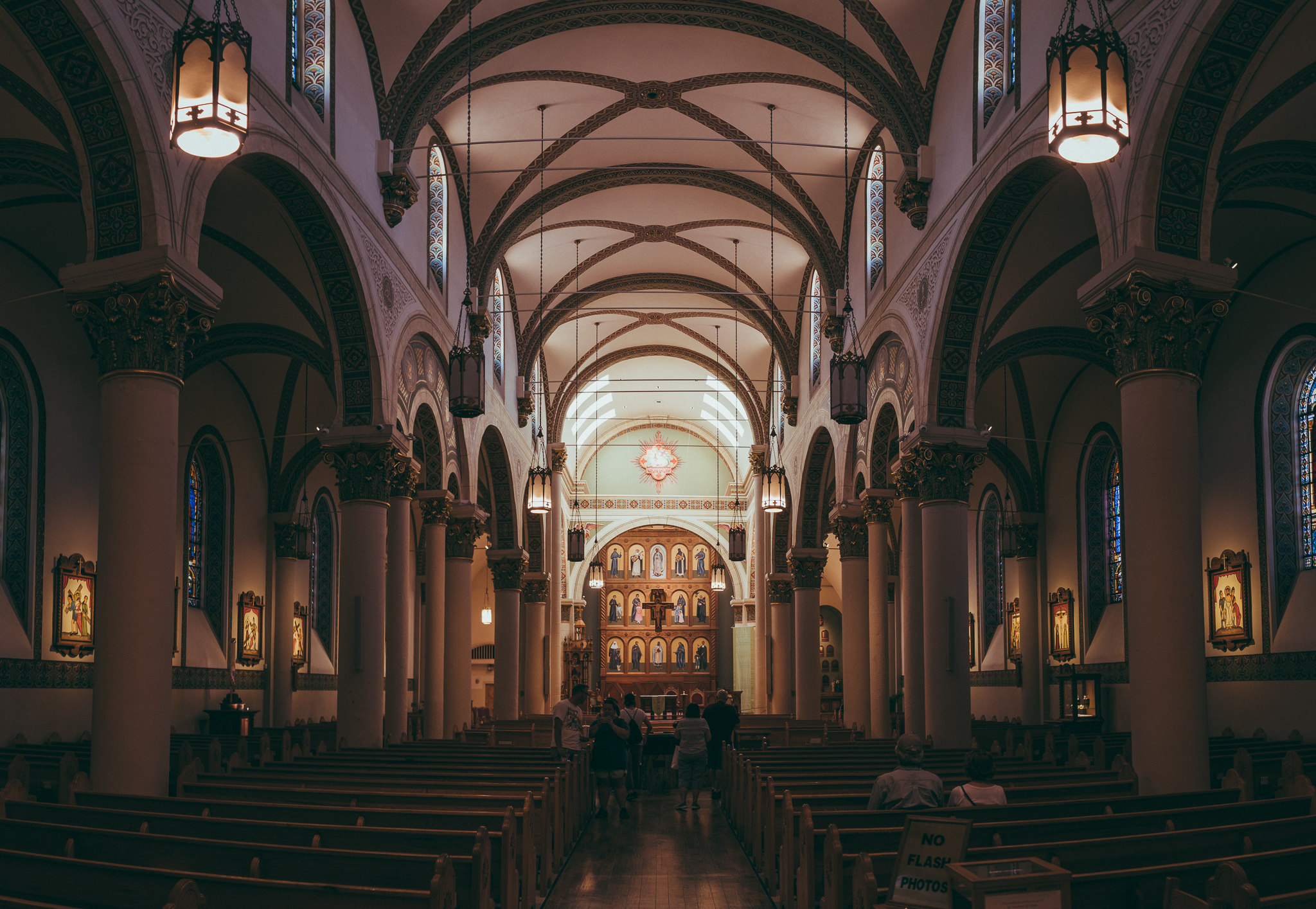
Innenraum

Die Kathedrale St. Franziskus oder die Kathedralbasilika des heiligen Franz von Assisi (englisch Cathedral of St. Francisco; Cathedral Basilica of St. Francis of Assisi) ist eine römisch-katholische Kirche in der Innenstadt von Santa Fe, Hauptstadt des US-Bundesstaates New Mexico. Die Kathedrale des Erzbistums Santa Fe nach dem Stadtpatron Franz von Assisi benannt und trägt den Titel einer Basilica minor. Sie ist Teil der zentralen Santa Fe Plaza, einer National Historic Landmark.

## Geschichte
1626 brachte Bruder Alonso Benavides die Statue der Muttergottes vom Rosenkranz nach Santa Fe, für die eine Kapelle gebaut wurde. Während des Pueblo-Aufstandes wurde die Statue vor der Zerstörung der Kapelle 1680 in Sicherheit gebracht, kehrte aber 1693 bei der friedlichen Rückkehr der spanischen Siedler zurück. Sie wurde in La Conquistadora umbenannt, auf dass die Eingeborenen sie friedlich akzeptierten. Die fast einen Meter große Madonna ist die am frühesten auf das Gebiet der heutigen Vereinigten Staaten gebrachte Marienstatue.
Anstelle der 1714–1717 gebauten Lehmziegelkirche La Parroquia errichtete der spätere Erzbischof Jean Baptiste Lamy zwischen 1869 und 1886 die neue Kathedrale um die alte Kirche herum, die nach Abschluss des Neubaus abgetragen wurde. Eine kleine Kapelle an der Nordseite der Kathedrale blieb von der alten Kirche erhalten. Die Kathedrale wurde unter dem Einfluss des in Frankreich geborenen Erzbischofs Lamy und in dramatischem Kontrast zu den umgebenden Lehmziegelbauten im neuromanischen Stil gestaltet.
Die Kathedrale wurde am 4. Oktober 2005 von Papst Benedikt XVI. offiziell zur Basilica minor erhoben und zur Kathedralbasilika des Heiligen Franziskus von Assisi ernannt.

## Beschreibung
Als neuromanisches Bauwerk weist die Kathedrale charakteristische Rundbögen auf, die durch korinthische Säulen und stumpfe quadratische Türme getrennt sind. Das große Rosettenfenster über dem Eingang und die zwölf Apostel in den Seitenfenstern des Kirchenschiffs wurden aus Clermont-Ferrand in Frankreich importiert. Ursprünglich sollten die Türme mit 49 Meter hoch ragen, aber aufgrund fehlender Mittel wurden  diese nie fertiggebaut. Die Kathedrale wurde aus in der Nähe abgebauten, gelben Kalksteinblöcken errichtet. Eine Ergänzung der oberen Fassade der Kathedrale aus dem Jahr 2005 ist ein kleines, rundes Fenster mit einer Taube, dem Symbol des Heiligen Geistes. Es handelt sich um eine Nachbildung des durchscheinenden Alabasterfensters, das Gian Lorenzo Bernini im 17. Jahrhundert für den Petersdom in Rom entworfen hat. 

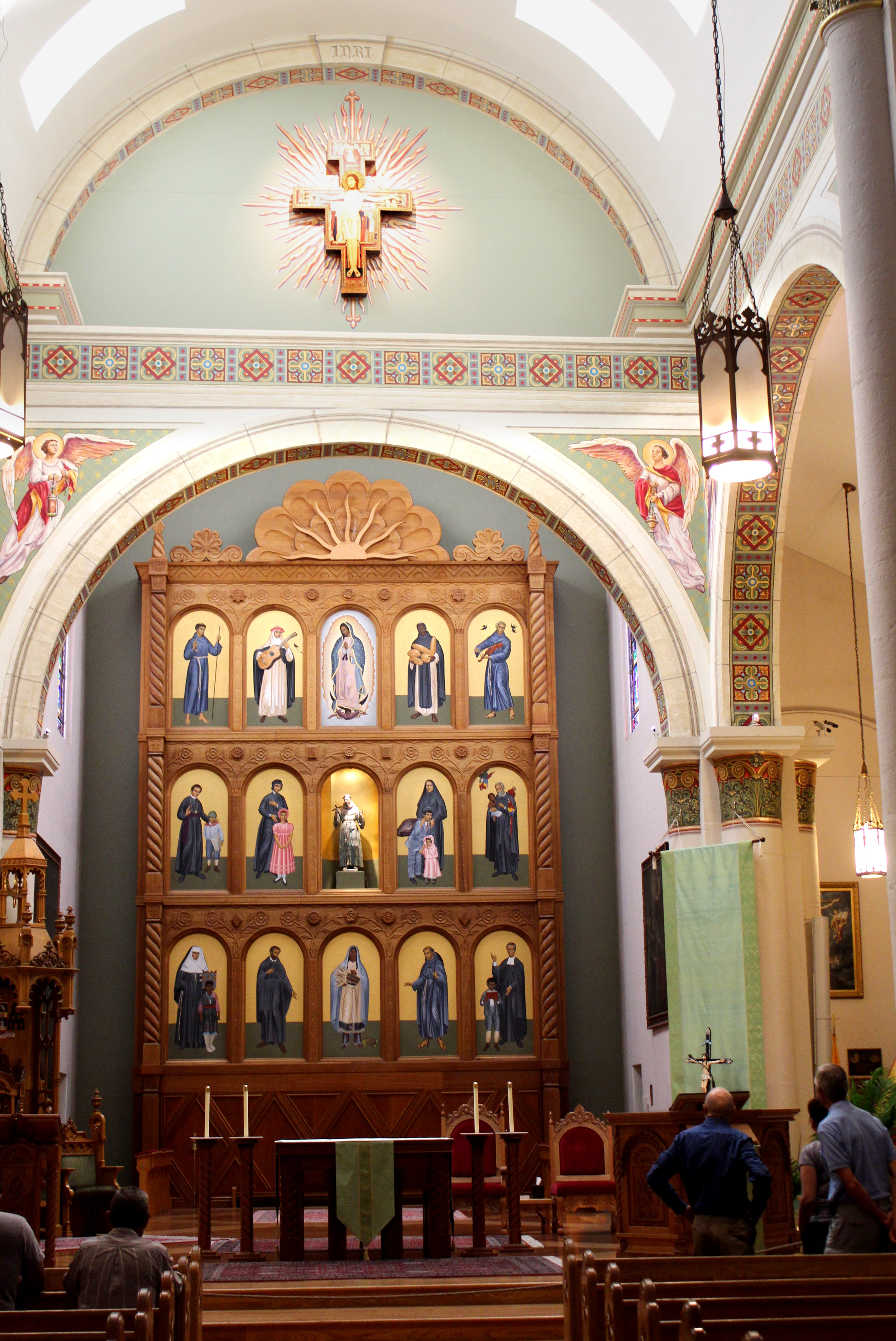
Altarraum

Während der Restaurierung 1986 wurden neue Türen mit jeweils zehn Bronzetafeln geschaffen, die Ereignisse in der Geschichte der Kirche in Santa Fe darstellen, Donna Quasthoff war die beauftragte Bildhauerin. Das Taufbecken befindet sich in der Mitte des Kirchenschiffs. Es besteht aus brasilianischem Granit und wurde am 3. Juni 2001 geweiht. Die achtseitige Form stellt den 8. Tag oder Ostern dar, der Gottes neue Schöpfung durch die Auferstehung Jesu Christi kennzeichnet. Das Becken ist kreuzförmig, mit drei Stufen, die für die drei Tage zwischen der Kreuzigung Jesu und seiner Auferstehung stehen. Die Rille  symbolisiert die vier Evangelisten, die ihre Netze auswerfen, um Menschen zu fangen. Seine Lage direkt zwischen den Türen und dem Altar ist repräsentativ für den Glaubensweg. Im Süden befindet sich das Ambry-Kabinett, in dem die Öle für die Sakramente aufbewahrt werden.
Um das Kirchenschiff herum befinden sich entlang der Wände die Kreuzwegstationen. Das ursprüngliche Kunstwerk wurde im Stil der New Mexico Mission erstellt. Die französischen Erzbischöfe entfernten die Kunst nach und nach und malten die Wände weiß an. Im Jahr 1997 begann der Erzbischof mit der Restaurierung des historisch gewachsenen Innenraums. Die Stationen sind im Santero-Stil von Marie Romero Cash gestaltet. Roberto Montoya schnitzte die Rahmen im spanischen Stil.
Die Kapelle La Conquistadora mit der Madonna ist dem Gebet vorbehalten. Die Fensterwand entlang des südlichen Querschiffs wurde während der Renovierung 1986 hinzugefügt. In das Glas sind Darstellungen der Apostel und der Heiligen Familie des Künstlers Andrea Bacigalupa geätzt. Die Glasmalereien in der Kapelle wurden in Frankreich hergestellt und stellen die Eucharistie dar.
Das Retabel wurde 1986 zum 100-jährigen Jubiläum der Kathedrale geschaffen. In der Mitte befindet sich eine Statue des heiligen Franziskus aus dem 18. Jahrhundert. Er ist umgeben von gemalten Bildern von Heiligen der Neuen Welt. Über dem Altar befindet sich eine Nachbildung des Kreuzes von San Damiano, des Kruzifixes in Assisi, Italien. Unmittelbar hinter dem Altarraum befindet sich der Eingang zur Krypta. Der Stuhl des Erzbischofs befindet sich im Norden, neben einem Pfeiler.

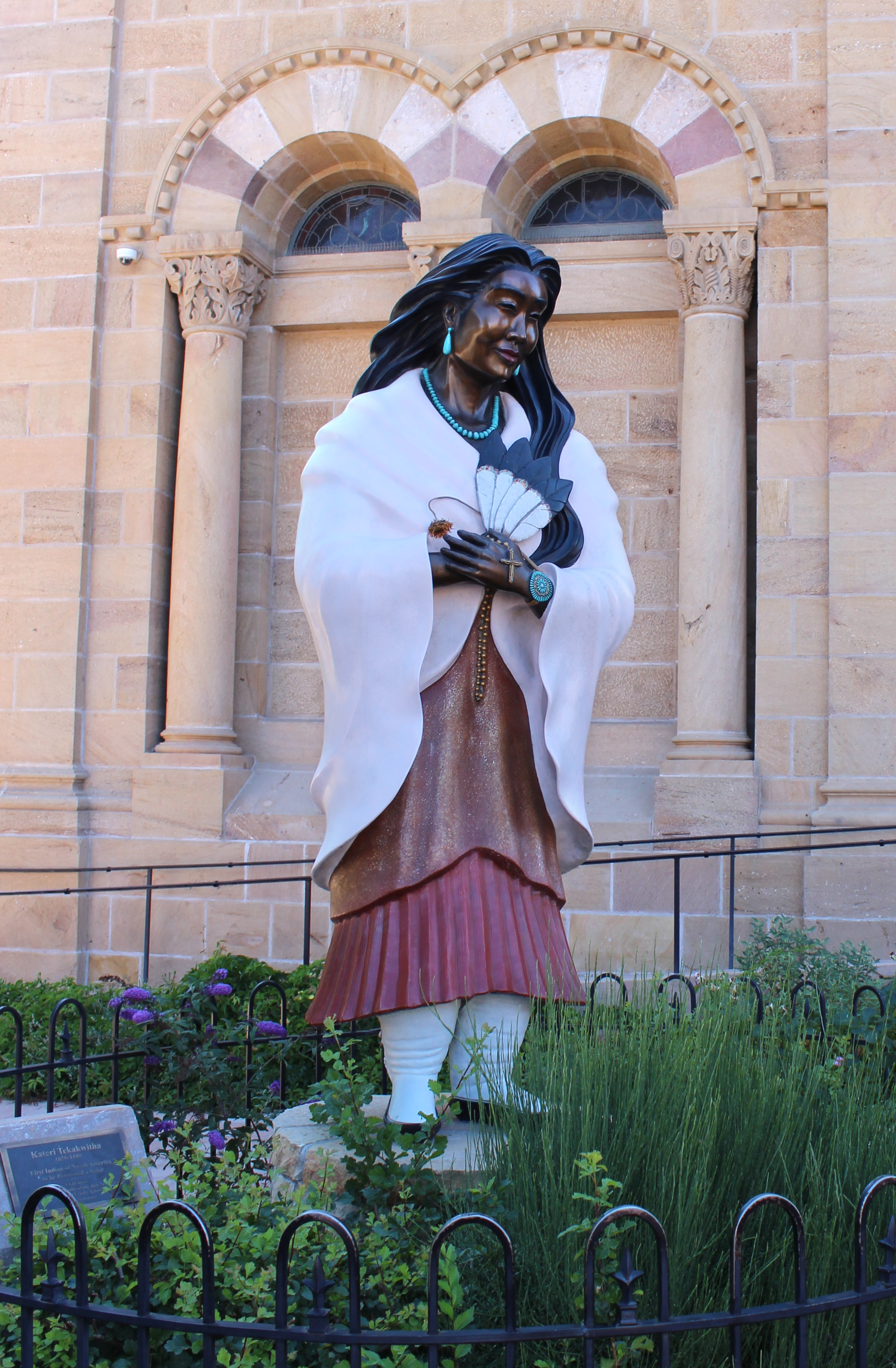
Kateri Tekakwitha

## Umgebung
Vor der Kathedrale stehen verschiedene Statuen. Die Statue des heiligen Franziskus wurde bei den Renovierungsarbeiten der Kathedrale 1967 aufgestellt. 2003 wurde für Kateri Tekakwitha (1656–1680) eine Statue errichtet. Sie wurde als erste nordamerikanische Indianerin selig gesprochen, ihre Heiligsprechung erfolgte Oktober 2012. Sie war eine algonquisch-mohawkstämmige Frau aus dem Staat New York, die schon in jungen Jahren zum Christentum konvertierte. Eine weitere Statue stellt Erzbischof Jean-Baptiste Lamy dar.
Hinzu kommen die Kreuzwegstationen, mit vierzehn lebensgroßen Skulpturen von Gib Singleton. Sie stellen die Etappen vor der Kreuzigung Jesu dar, wie sie vom heiligen Franz von Assisi entwickelt wurden. Der Gebetsgarten befindet sich in den Überresten des von Bischof Lamys einst weitläufigen Gärten auf dem Kathedralengelände.